# CAF컵
CAF컵(CAF Cup)은 아프리카 축구 연맹에서 주최한 국제 클럽 축구 대회이다. 아프리카 축구 연맹 회원국의 자국 리그 준우승 팀 중에서 CAF 챔피언스리그(옛 이름 아프리칸 챔피언스 클럽컵)나 아프리칸 컵위너스컵에 참가하지 못하는 팀들이 참가했다.

## 형식
오직 아프리카 축구 연맹 회원국의 자국 리그 준우승 팀 중에서 아프리칸 컵위너스컵에 참가하지 않는 팀만이 참가할 수 있었다. 만약 자국 리그 준우승 팀이 CAF컵에 참가하지 않는 경우, 3위 이내의 다른 팀이 대회에 참가하기 위해서는 아프리카 축구 연맹의 승인이 필요했다.
결승전을 포함한 모든 라운드는 홈 앤 어웨이 방식의 녹아웃 제도를 채택했다. 합계 점수가 높은 팀이 다음 라운드에 진출했다.

## 역사
1992년 유럽의 UEFA컵을 모델로 하여 만들어졌다. 트로피는 나이지리아의 사업가이자 언론인이며 정치가인 모슈드 아비올라의 이름을 따서 이름지어졌다.
CAF컵은 아프리카 축구 연맹 회장인 이사 하야투의 아이디어로 만들어졌다. 대회는 본선에 아프리카 대회로는 처음으로 열두팀이 참가한 1992년 아프리카 네이션스컵의 성공 이후 바로 시작되었다. 첫 대회에 서른한팀이 참가하였고, 나이지리아의 슈팅 스타스 FC가 우간다의 SC 빌라를 누르고 첫 우승을 차지하였다.
JS 카빌리는 유일하게 2000년부터 2002년까지 세 대회에서 연속으로 결승전에 진출하였고 모두 우승하여 CAF컵 트로피를 영구 소유한 처음이자 유일한 아프리카 팀이 되었다.
모로코의 라자 카사블랑카는 2003년 카메룬의 코통 스포르를 누르고 마지막 대회의 우승을 차지하였다.
2004년 CAF컵은 UEFA컵을 따라 아프리칸 컵위너스컵 대회와 병합하였고, CAF 컨페더레이션컵으로 바뀌었다.

## 역대 결과
| 연도        | 홈                                                               | 점수  | 원정                                   | 장소                                   | 관중수 |
| ----------- | ---------------------------------------------------------------- | ----- | -------------------------------------- | -------------------------------------- | ------ |
| 1992 자세히 | SC 빌라                                                          | 0 – 0 | 슈팅 스타스 FC                         | 캄팔라 국립 경기장                     |        |
| 1992 자세히 | 슈팅 스타스 FC                                                   | 2 – 0 | SC 빌라                                | 이바단 리버티 스타디움                 |        |
| 1992 자세히 | 합계 2 – 0으로 슈팅 스타스 FC 우승                               |       |                                        |                                        |        |
| 1993 자세히 | 스텔라 클럽 다자메                                               | 0 – 0 | 심바 SC                                | 아비장 스타드 펠릭스 우푸에부아니      |        |
| 1993 자세히 | 심바 SC                                                          | 0 – 2 | 스텔라 클럽 다자메                     | 다르에스살람 벤자민 음카파 국립 경기장 |        |
| 1993 자세히 | 합계 2 – 0으로 스텔라 클럽 다자메 우승                           |       |                                        |                                        |        |
| 1994 자세히 | 에스트렐라 클루브 프리메이루 지 마이우                           | 1 – 0 | 벤델 인슈어런스                        | 벵겔라 이스타디우 무니시팔 지 벵겔라   |        |
| 1994 자세히 | 벤델 인슈어런스                                                  | 3 – 0 | 에스트렐라 클루브 프리메이루 지 마이우 | 베닌시티 새뮤얼 오그베무디아 경기장    |        |
| 1994 자세히 | 합계 3 – 1로 벤델 인슈어런스 우승                                |       |                                        |                                        |        |
| 1995 자세히 | AS 칼룸 스타                                                     | 0 – 0 | 에투알 스포르티브 뒤 사엘              | 코나크리 9월 28일 경기장               |        |
| 1995 자세히 | 에투알 스포르티브 뒤 사엘                                        | 2 – 0 | AS 칼룸 스타                           | 수스 스타드 올랭피크 드 수스           |        |
| 1995 자세히 | 합계 2 – 0으로 에투알 스포르티브 뒤 사엘 우승                    |       |                                        |                                        |        |
| 1996 자세히 | 에투알 스포르티브 뒤 사엘                                        | 3 – 1 | KAC 마라케시                           | 수스 스타드 올랭피크 드 수스           | 20,000 |
| 1996 자세히 | KAC 마라케시                                                     | 2 – 0 | 에투알 스포르티브 뒤 사엘              | 마라케시 스타드 엘 아르티              | 15,000 |
| 1996 자세히 | 합계 3 – 3에 원정 다득점 원칙으로 KAC 마라케시 우승              |       |                                        |                                        |        |
| 1997 자세히 | 아틀레티코 페트롤레오스 루안다                                   | 1 – 0 | 에스페랑스 스포르티브 드 튀니스        | 루안다 11월 11일 경기장                |        |
| 1997 자세히 | 에스페랑스 스포르티브 드 튀니스                                  | 2 – 0 | 아틀레티코 페트롤레오스 루안다         | 튀니스 스타드 엘멘자                   | 45,000 |
| 1997 자세히 | 합계 2 – 1로 에스페랑스 스포르티브 드 튀니스 우승                |       |                                        |                                        |        |
| 1998 자세히 | ASC 잔 다르크                                                    | 0 – 1 | CS 스팍시앵                            | 다카르 스타드 레오폴 셍고르            | 15,000 |
| 1998 자세히 | CS 스팍시앵                                                      | 3 – 0 | ASC 잔 다르크                          | 스팍스 스타드 타이에브 므히리          | 16,000 |
| 1998 자세히 | 합계 4 – 0으로 CS 스팍시앵 우승                                  |       |                                        |                                        |        |
| 1999 자세히 | 에투알 스포르티브 뒤 사엘                                        | 1 – 0 | 위다드 카사블랑카                      | 수스 스타드 올랭피크 드 수스           |        |
| 1999 자세히 | 위다드 카사블랑카                                                | 2 – 1 | 에투알 스포르티브 뒤 사엘              | 카사블랑카 스타드 무함마드 V           |        |
| 1999 자세히 | 합계 2 – 2에 원정 다득점 원칙으로 에투알 스포르티브 뒤 사엘 우승 |       |                                        |                                        |        |
| 2000 자세히 | 이스마일리 SC                                                    | 1 – 1 | JS 카빌리                              | 이스마일리아 이스마일리아 경기장       | 25,000 |
| 2000 자세히 | JS 카빌리                                                        | 0 – 0 | 이스마일리 SC                          | 알제 1962년 7월 5일 경기장             | 90,000 |
| 2000 자세히 | 합계 1 – 1에 원정 다득점 원칙으로 JS 카빌리 우승                 |       |                                        |                                        |        |
| 2001 자세히 | 에투알 스포르티브 뒤 사엘                                        | 2 – 1 | JS 카빌리                              | 수스 스타드 올랭피크 드 수스           |        |
| 2001 자세히 | JS 카빌리                                                        | 1 – 0 | 에투알 스포르티브 뒤 사엘              | 알제 1962년 7월 5일 경기장             | 80,000 |
| 2001 자세히 | 합계 2 – 2에 원정 다득점 원칙으로 JS 카빌리 우승                 |       |                                        |                                        |        |
| 2002 자세히 | JS 카빌리                                                        | 4 – 0 | 토네르 야운데                          | 알제 1962년 7월 5일 경기장             | 60,000 |
| 2002 자세히 | 토네르 야운데                                                    | 1 – 0 | JS 카빌리                              | 야운데 스타드 아흐마두 아히조          |        |
| 2002 자세히 | 합계 4 – 1로 JS 카빌리 우승                                      |       |                                        |                                        |        |
| 2003 자세히 | 라자 카사블랑카                                                  | 2 – 0 | 코통 스포르                            | 카사블랑카 스타드 무함마드 V           |        |
| 2003 자세히 | 코통 스포르                                                      | 0 – 0 | 라자 카사블랑카                        | 가루아 룸데 아지아 경기장              |        |
| 2003 자세히 | 합계 2 – 0으로 라자 카사블랑카 우승                              |       |                                        |                                        |        |

## 클럽별 우승 횟수
| 클럽                                   | 우승 | 준우승 | 우승 연도        | 준우승 연도 |
| -------------------------------------- | ---- | ------ | ---------------- | ----------- |
| JS 카빌리                              | 3    | 0      | 2000, 2001, 2002 | -           |
| 에투알 스포르티브 뒤 사엘              | 2    | 2      | 1995, 1999       | 1996, 2001  |
| CS 스팍시앵                            | 1    | 0      | 1998             | -           |
| 벤델 인슈어런스                        | 1    | 0      | 1994             | -           |
| 에스페랑스 스포르티브 드 튀니스        | 1    | 0      | 1997             | -           |
| KAC 마라케시                           | 1    | 0      | 1996             | -           |
| 라자 카사블랑카                        | 1    | 0      | 2003             | -           |
| 슈팅 스타스 FC                         | 1    | 0      | 1992             | -           |
| 스텔라 클럽 다자메                     | 1    | 0      | 1993             | -           |
| AS 칼룸 스타                           | 0    | 1      | -                | 1995        |
| ASC 잔 다르크                          | 0    | 1      | -                | 1998        |
| 아틀레티코 페트롤레오스 루안다         | 0    | 1      | -                | 1997        |
| 코통 스포르                            | 0    | 1      | -                | 2003        |
| 에스트렐라 클루브 프리메이루 지 마이우 | 0    | 1      | -                | 1994        |
| 이스마일리 SC                          | 0    | 1      | -                | 2000        |
| 심바 SC                                | 0    | 1      | -                | 1993        |
| 토네르 야운데                          | 0    | 1      | -                | 2002        |
| SC 빌라                                | 0    | 1      | -                | 1992        |
| 위다드 카사블랑카                      | 0    | 1      | -                | 1999        |

## 국가별 우승 횟수
| 국가         | 우승 | 준우승 | 우승 클럽                                                                           | 준우승 클럽                                                                    |
| ------------ | ---- | ------ | ----------------------------------------------------------------------------------- | ------------------------------------------------------------------------------ |
| 튀니지       | 4    | 2      | 에투알 스포르티브 뒤 사엘 (2), CS 스팍시앵 (1), 에스페랑스 스포르티브 드 튀니스 (1) | 에투알 스포르티브 뒤 사엘 (2)                                                  |
| 알제리       | 3    | 0      | JS 카빌리 (3)                                                                       | -                                                                              |
| 모로코       | 2    | 1      | KAC 마라케시 (1), 라자 카사블랑카 (1)                                               | 위다드 카사블랑카 (1)                                                          |
| 나이지리아   | 2    | 0      | 벤델 인슈어런스 (1), 슈팅 스타스 FC (1)                                             | -                                                                              |
| 코트디부아르 | 1    | 0      | 스텔라 클럽 다자메 (1)                                                              | -                                                                              |
| 앙골라       | 0    | 2      | -                                                                                   | 아틀레티코 페트롤레오스 루안다 (1), 에스트렐라 클루브 프리메이루 지 마이우 (1) |
| 카메룬       | 0    | 2      | -                                                                                   | 코통 스포르 (1), 토네르 야운데 (1)                                             |
| 이집트       | 0    | 1      | -                                                                                   | 이스마일리 SC (1)                                                              |
| 기니         | 0    | 1      | -                                                                                   | AS 칼룸 스타 (1)                                                               |
| 세네갈       | 0    | 1      | -                                                                                   | ASC 잔 다르크 (1)                                                              |
| 탄자니아     | 0    | 1      | -                                                                                   | 심바 SC (1)                                                                    |
| 우간다       | 0    | 1      | -                                                                                   | SC 빌라 (1)                                                                    |

## 같이 보기
- 아프리칸 컵위너스컵
- CAF 컨페더레이션컵